# Lactuario de Maracay
Lactuario de Maracay, C. A., es una empresa venezolana destinada a la elaboración de productos lácteos. Ubicada en la avenida Fuerzas Aéreas de Maracay, estado Aragua, fue fundada en 1908.
Esta empresa fabricante y comercializadora, fundada en 1908, representó un gran empuje a la región aragüeña, impulsando el desarrollo de la región. Fue la primera industria que figura en los registros industriales, así como también la primera en exportar sus productos en Venezuela.
Durante muchos años ha mantenido e incluso aumentado una extensa gama de productos de los que destacan productos lácteos como mantequilla y crema de leche. Su sede original, ubicada en la calle Mariño junto al antiguo edificio de CADAFE, fue demolido.

## Productos
- Mantequilla
- Crema de leche
- Leche pasteurizada y homogeneizada
- Queso crema
- Queso fontina
- Mezcla de quesos parmesano y pecorino rallados